# Wiehlmünden
Wiehlmünden ist eine Ortschaft an Wiehl und Agger in Engelskirchen im Oberbergischen Kreis.

## Lage und Beschreibung
Wiehlmünden ist eine kleine Ortschaft in der Gemeinde Engelskirchen im Oberbergischen Kreis in Nordrhein-Westfalen. Der Ort liegt malerisch am Zusammenfluss der Flüsse Wiehl und Agger. Die Umgebung ist geprägt von einer hügeligen Landschaft, dichten Wäldern und typischen bergischen Fachwerkhäusern, die den ländlichen Charme der Region unterstreichen. Wiehlmünden bietet ruhige Wohngebiete sowie eine gute Anbindung an die Natur, was es zu einem attraktiven Ort für Naturliebhaber und Ruhesuchende macht.
Die Nähe von rund vier Kilometern zum Hauptort Engelskirchen ermöglicht den Zugang zu weiteren Dienstleistungen, Einkaufsmöglichkeiten und kulturellen Angeboten.

## Geschichte

### Erstnennung
1535 wurde der Ort als „Wylmon“ in einer Steuerliste zum ersten Mal urkundlich erwähnt.

## Freizeit

### Vereinswesen
- Verschönerungsverein Wiehlmünden
- MGV Wiehlmünden 1914 e. V.
- WWK Wiehlmünden (Fußball Freizeitmannschaft)
- WwK-G4minG (Online Gaming)

### Sport
- Sportgemeinschaft Wiehlmünden